# 莱芒尼
莱芒尼是位于美国中西部地区爱荷华州迪凯特县的一个小镇。

## 历史
“莱芒尼”这个名字来自《摩门经》里的一位国王。该镇最早期的定居者约于1834年至1840年迁入。19世纪50年代，数位旧耶稣基督后期圣徒教会(俗称摩门教)的信徒迁居于此。1859年他们加入重组后的耶稣基督后期圣徒会（现称基督社区）。1879年，莱芒尼建镇。1881年，约瑟夫·史密斯三世(约瑟夫·史密斯的长子）搬进毗邻镇子的自由府（Liberty Hall），莱芒尼也成为重组后的耶稣基督后期圣徒会的总部。

## 地理
莱芒尼毗邻爱荷华州与密苏里州的边界，是爱荷华州最南端的城镇之一。该镇与爱荷华州州府得梅因市由美国35号州际高速公路 （页面存档备份，存于）相连。

## 人口
根据2010年人口普查数据，该镇总人口为2324人，其中88.6%为白人，5.7%为黑人，4.5%为西裔，1.1%为亚裔。近年，阿米什人多有迁入。

## 教育
格里斯兰大学莱芒尼校区即位于此。

## 景点
附近的休闲去处有Slip Bluff县立公园 （页面存档备份，存于）和Nine Eagles州立公园 （页面存档备份，存于）。

## 名人
Eddie_Watt （页面存档备份，存于） - 美国职棒大联盟投球手

## 荣誉
莱芒尼曾被评为“最适宜年轻人的100座城镇”之一。